# Pseudocnus laevigatus
Pseudocnus laevigatus är en sjögurkeart. Pseudocnus laevigatus ingår i släktet Pseudocnus och familjen korvsjögurkor. Inga underarter finns listade i Catalogue of Life.